# Mario Šuver
Mario Šuver (* 23. September 1999 in Stuttgart) ist ein deutsch-kroatischer Fußballspieler.

## Karriere

### Verein
Šuver begann das Fußballspielen bei der SportVg Feuerbach. 2012 wechselte er in die Nachwuchsabteilung der Stuttgarter Kickers, bei denen er alle weiteren Nachwuchsmannschaften durchlief. So war er dort Stammspieler in der U17-Bundesliga und der U19-Bundesliga. Am 1. April 2017 gab er sein Debüt im Seniorenbereich für die Mannschaft der Kickers. Er wurde beim 1:0-Sieg gegen den FC Astoria Walldorf in der Nachspielzeit für Lhadji Badiane eingewechselt. Zur Saison 2017/18 rückte er fest in den Kader der Ersten Mannschaft der Stuttgarter in der Regionalliga Südwest und wurde besonders in der 2. Saisonhälfte auch zum Stammspieler. Allerdings stieg die Mannschaft am Saisonende aus der Liga ab.
Daraufhin wechselte Šuver zum VfB Stuttgart, wurde dort allerdings nur in der 2. Mannschaft, ebenfalls in der Regionalliga Südwest, eingesetzt. Allerdings stieg er auch mit der 2. Mannschaft des VfB Stuttgart am Ende der Saison ab. Daraufhin wechselte er im Juli 2019 zum 1. FC Nürnberg. Auch dort wurde er hauptsächlich in der 2. Mannschaft in der Regionalliga Bayern eingesetzt. So gab er sein Debüt für die 2. Mannschaft am 13. Juli 2019 beim 3:1-Sieg gegen den VfR Garching. Am 31. August 2019 konnte er beim 1:1-Unentschieden gegen den VfB Eichstätt sein erstes Tor für die Mannschaft erzielen. Nach der Saisonunterbrechung aufgrund der COVID-19-Pandemie war Šuver auch in einigen Spielen der Kapitän der Mannschaft. Nachdem die Saison erneut unterbrochen wurde, wurde er am 14. März 2021 beim 1:1-Unentschieden gegen den VfL Osnabrück erstmals von Trainer Robert Klauß in den Kader der Profimannschaft in der 2. Bundesliga berufen. Dort gab er schließlich am 10. Mai 2021 bei der 2:5-Niederlage gegen den Hamburger SV sein Debüt, als er in der 84. Spielminute für Tom Krauß eingewechselt wurde. Am 28. Mai 2021 unterschrieb Šuver zwar einen Profivertrag beim Club. Daraufhin kam er in der Saison 2021/22 sowohl in der 2. Bundesliga als auch in der Reservemannschaft in der Regionalliga Bayern zu Einsätzen. Dabei absolvierte er 13 Regionalligaspiele über die volle Spielzeit, in 12 Spielen in der 2. Bundesliga kam er allerdings nur 401 Spielminuten.
Zur Saison 2022/23 wechselte Šuver zu Borussia Dortmund. Dort wurde er in der zweiten Mannschaft, die in der 3. Liga spielte, eingesetzt. Sein Debüt gab er am 25. Juli 2022 beim 1:1-Unentschieden gegen Wehen Wiesbaden. Bei der 0:3-Niederlage am 3. September 2022 gegen Dynamo Dresden kassierte er eine gelb-rote Karte. Seither kommt er zwar zu regelmäßigen Einsätzen, konnte sich aber nicht als Stammspieler etablieren. Im Sommer 2024 verließ er den Verein und schloss sich dem NK Rudeš in Kroatien an. Dort bestritt Šuver bis zur Winterpause neun Zweitligaspiele sowie eine Partie im nationalen Pokal. Am 25. Januar 2025 wechselte der Innenverteidiger dann weiter zum slowakischen Erstligisten MFK Skalica.

### Nationalmannschaft
Anfang 2016 kam Šuver viermal für die U-17-Nationalmannschaft Kroatiens bei Freundschaftsspielen gegen Slowenien und der Slowakei zum Einsatz.

## Sonstiges
Sein jüngerer Brüder Jakov Šuver (* 2003) ist ebenfalls Fußballspieler und steht aktuell beim 1. FC Nürnberg II in der Regionalliga Bayern unter Vertrag.